# Чјерње
Чјерње (слч. Čierne) насељено је мјесто са административним статусом сеоске општине (слч. obec) у округу Чадца, у Жилинском крају, Словачка Република.

## Становништво
| Година:    | 1994. | 2004.    | 2014.   | 2024.   |
| ---------- | ----- | -------- | ------- | ------- |
| Број људи: | 3925  | 4326     | 4405    | 4438    |
| Разлика:   |       | +10,21 % | +1,82 % | +0,74 % |

| Година:    | 2023. | 2024.   |
| ---------- | ----- | ------- |
| Број људи: | 4416  | 4438    |
| Разлика:   |       | +0,49 % |

Према подацима о броју становника из 2011. године насеље је имало 4.390 становника.